# Waleryj Lektarau
Waleryj Mikałajewicz Lektarau (biał. Валерый Мікалаевіч Лектараў, ros. Валерий Николаевич Лекторов, Walerij Nikołajewicz Lektorow) – białoruski polityk, deputowany do Rady Najwyższej Republiki Białorusi XIII kadencji, w latach 1996–2000 deputowany do Izby Reprezentantów Zgromadzenia Narodowego Republiki Białorusi I kadencji.

## Życiorys
W 1995 roku mieszkał w osiedlu typu miejskiego Borowucha-1 w rejonie połockim. Pracował jako kierownik Wydziału Ochrony Zdrowia Witebskiego Obwodowego Komitetu Wykonawczego. W drugiej turze wyborów parlamentarnych 28 maja 1995 roku został wybrany na deputowanego do Rady Najwyższej Republiki Białorusi XIII kadencji z połockiego wiejskiego okręgu wyborczego nr 50. 9 stycznia 1996 roku został zaprzysiężony na deputowanego. Od 23 stycznia pełnił w Radzie Najwyższej funkcję członka Stałej Komisji ds. Ochrony Zdrowia, Kultury Fizycznej i Sportu. Był bezpartyjny, należał do popierającej prezydenta Alaksandra Łukaszenkę frakcji „Zgoda”. Od 3 czerwca był członkiem grupy roboczej Rady Najwyższej ds. współpracy z parlamentem Republiki Litewskiej. Poparł dokonaną przez prezydenta kontrowersyjną i częściowo nieuznaną międzynarodowo zmianę konstytucji. 27 listopada 1996 roku przestał uczestniczyć w pracach Rady Najwyższej i wszedł w skład utworzonej przez prezydenta Izby Reprezentantów Zgromadzenia Narodowego Republiki Białorusi I kadencji. Zgodnie z Konstytucją Białorusi z 1994 roku jego mandat deputowanego do Rady Najwyższej zakończył się 9 stycznia 2001 roku; kolejne wybory do tego organu jednak nigdy się nie odbyły.